# Mujer samaritana

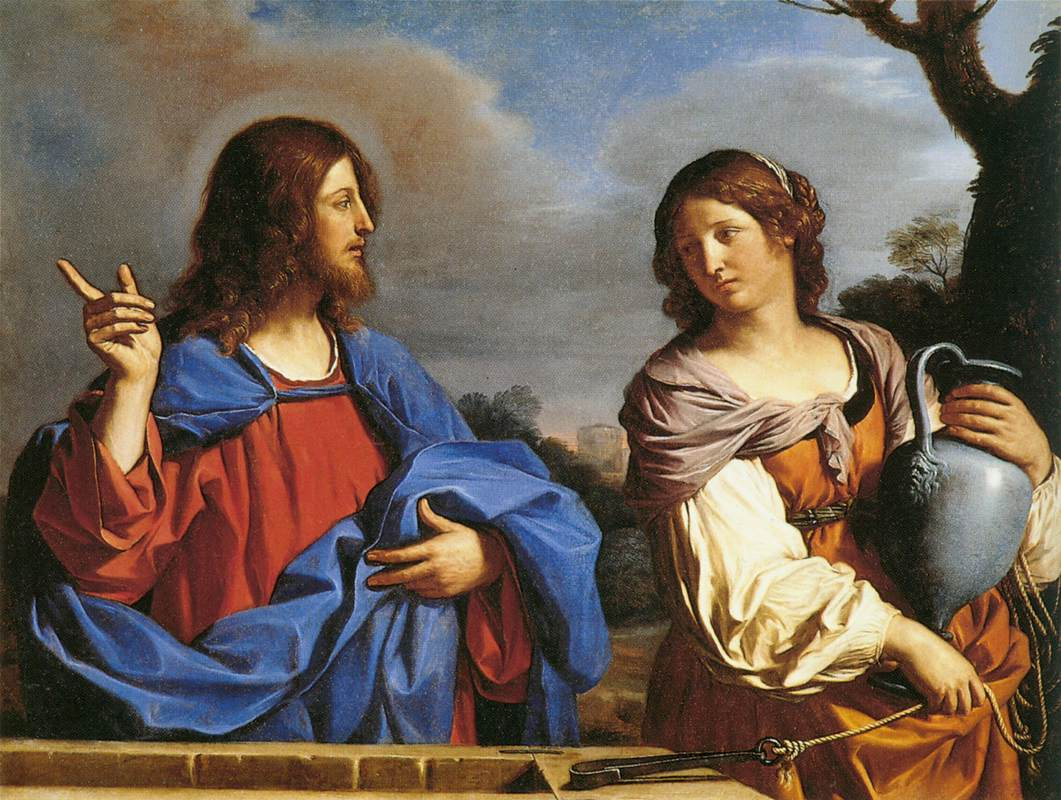
El tema representado por Guercino, ca. 1640.

Mujer samaritana o Jesús y la mujer samaritana en el pozo es la denominación convencional de un episodio bíblico neotestamentario representado frecuentemente en el arte cristiano. 
En el cristianismo oriental se denomina a esta mujer Photine, Photini o Photina (Φωτεινή, de φως, "la luminosa"), transcrito también como Fotina. En las lenguas eslavas se la denomina Svetlana (que significa "luz"). En una tradición o leyenda piadosa aparece su vida posterior como mártir y santa (Santa Fotina -en griego Agia Fotini o Agia Fotia-).

## Episodio evangélico
El agua del pozo es comparada por Jesús con la gracia divina: El que beba de esta agua tendrá nuevamente sed, pero el que beba del agua que yo le daré, nunca más volverá a tener sed. El agua que yo le daré se convertirá en él en manantial que brotará hasta la vida eterna. También compara los diferentes rituales de adoración de judíos y samaritanos, indicando la superación de tales diferencias en una nueva forma de relación con Dios: Créeme, mujer, llega la hora en que ni en esta montaña ni en Jerusalén se adorará al Padre. Ustedes adoran lo que no conocen; nosotros adoramos lo que conocemos, porque la salvación viene de los judíos. Pero la hora se acerca, y ya ha llegado, en que los verdaderos adoradores adorarán al Padre en espíritu y en verdad, porque esos son los adoradores que quiere el Padre. Dios es espíritu, y los que lo adoran deben hacerlo en espíritu y en verdad.
Tras comprobar la sabiduría de tal personaje, que demuestra conocer incluso detalles de su vida, la samaritana le induce a identificarse como el Mesías, llamado Cristo... Soy yo, el que habla contigo.
Actuando como una evangelizadora, corre a extender la noticia (¿No será el Mesías?), tras lo que muchos samaritanos de esta ciudad habían creído en él por la palabra de la mujer.
Los apóstoles se extrañan de que Jesús hable con una mujer, como en otras ocasiones evangélicas en que el papel de las mujeres es destacado. Enigmáticamente, Jesús utiliza una parábola para describir cómo sus discípulos van a aprovecharse de la predicación de la mujer samaritana: «Uno siembra y otro cosecha». Yo los envié a cosechar adonde ustedes no han trabajado; otros han trabajado, y ustedes recogen el fruto de sus esfuerzos.

## Leyenda de Santa Fotina
Una tradición o leyenda piadosa recoge la vida posterior de Santa Fotina, sus dos hijos (José o Josés y Víctor -que cambiará su nombre por el de Fotí, por identificarse con la luz que lleva a quienes evangeliza-) y sus cuatro hermanas (de nombres simbólicos: Fota, Fótida, Parasceve y Ciríaca). Habrían evangelizado en Cartago y en Roma, donde fueron martirizadas en las persecuciones de Nerón, tras haber convertido a Domnina, una de las hijas del emperador y a cien de sus sirvientes. En otra versión de la leyenda, Víctor, hijo de Fotina, se alista en el ejército romano y pasa a España, donde evangelizó en Itálica y también fue martirizado. Uno de sus oficiales, Sebastián, sería objeto de una curación milagrosa tras quedar ciego y mudo tres días; se convierte y también será martirizado (es poco verosímil su identificación con el Sebastián muerto en las persecuciones de Diocleciano -siglo III-).

## Festividad
En martirologios orientales aparecen "Fotina, la samaritana, sus hijos Víctor o Fotí, y Josés, y sus hermanas Anatola, Fota, Fótide, Parasceva y Ciríaca; Domnina, hija de Nerón, y el mártir Sebastián"; la conmemoración conjunta se les hace en la iglesia ortodoxa el 26 de febrero y el "Domingo de la Samaritana", que se celebra el quinto domingo de Pascua.
En el santoral católico la festividad se celebra el 6 de mayo. Fue introducida en el martirologio romano por el cardenal Cesare Baronio en respuesta a la antigua tradición romana de que la cabeza de Fotina se conservaba en la basílica de San Pablo Extramuros. En tal martirologio se listan (día 20 de marzo) "Santa Fotina Samaritana, y sus dos hijos Joseph y Victor; igualmente S. Sebastián Capitán, Anatolio, Phocio, Photides, Parasceves y Ciriaca hermanas, los quales confesando á Jesucristo fuéron martirizados".
En la ciudad mexicana de Oaxaca se celebra la festividad de la mujer samaritana el cuarto viernes de Cuaresma, durante la que es costumbre ofrecer bebidas.

## Semana Santa
Aunque la mujer de Samaria no es mencionada en los evangelios durante la Pasión de Cristo, la piedad popular la hace partícipe en la Semana Santa y en sus procesiones.
La samaritana es objeto de veneración de algunas cofradías de la Semana Santa en España, especialmente en las del entorno de la diócesis de Cartagena: Cartagena, Murcia, Lorca y Cieza. También en la vecina provincia de Alicante, en torno a diócesis de Orihuela-Alicante: destacando la de Elche, la de Orihuela y la Cofradía de la Santísima Vera Cruz de la Convocatoria y Nuestro Padre Jesús en Samaria en la ciudad de Torrevieja. En la Semana Santa de Daimiel, el Domingo de Ramos es costumbre que algunas niñas se vistan "de samaritana" y acompañen la procesión llevando jarrones de flores.

## Monumentos
En la actual ciudad de Nablús se levanta la iglesia de Bir Ja'qub o iglesia de Santa Fotina, donde se venera el pozo de Jacob.
En las cercanías de Ierapetra (isla de Creta) hay una iglesia de Agia Fotia que da nombre a una población y una playa.
En Atenas hay una iglesia del siglo XIX dedicada a Agia Fotini Samaritissa.
En Nápoles hay una fuente llamada Cristo e la Samaritana al pozzo en el claustro de San Gregorio Armeno.
En París hubo una instalación hidráulica llamada La Samaritaine.
En Zaragoza hay una fuente de la Samaritana.

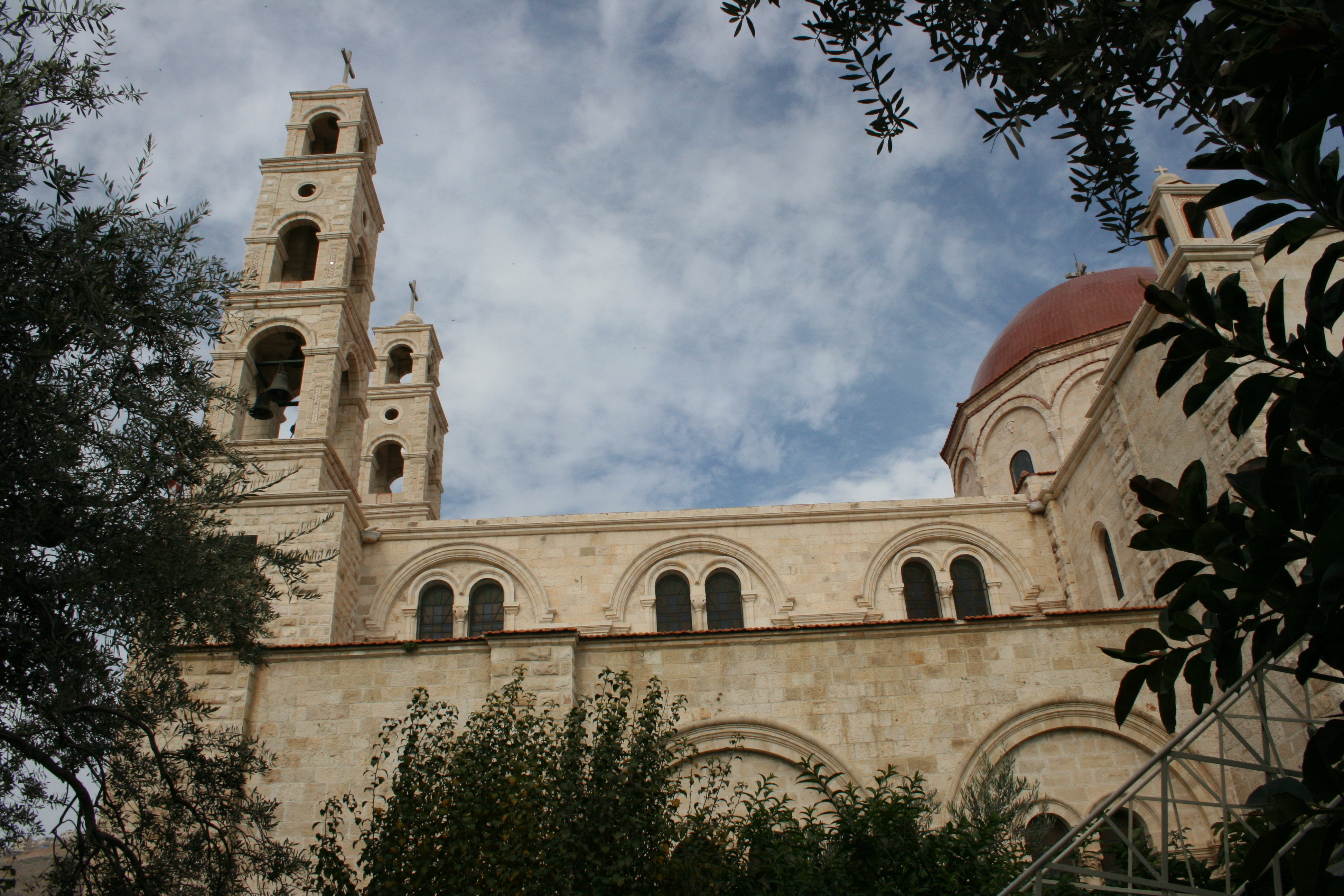
Iglesia de Bir Ja'qub o de Santa Fotina en Nablús.
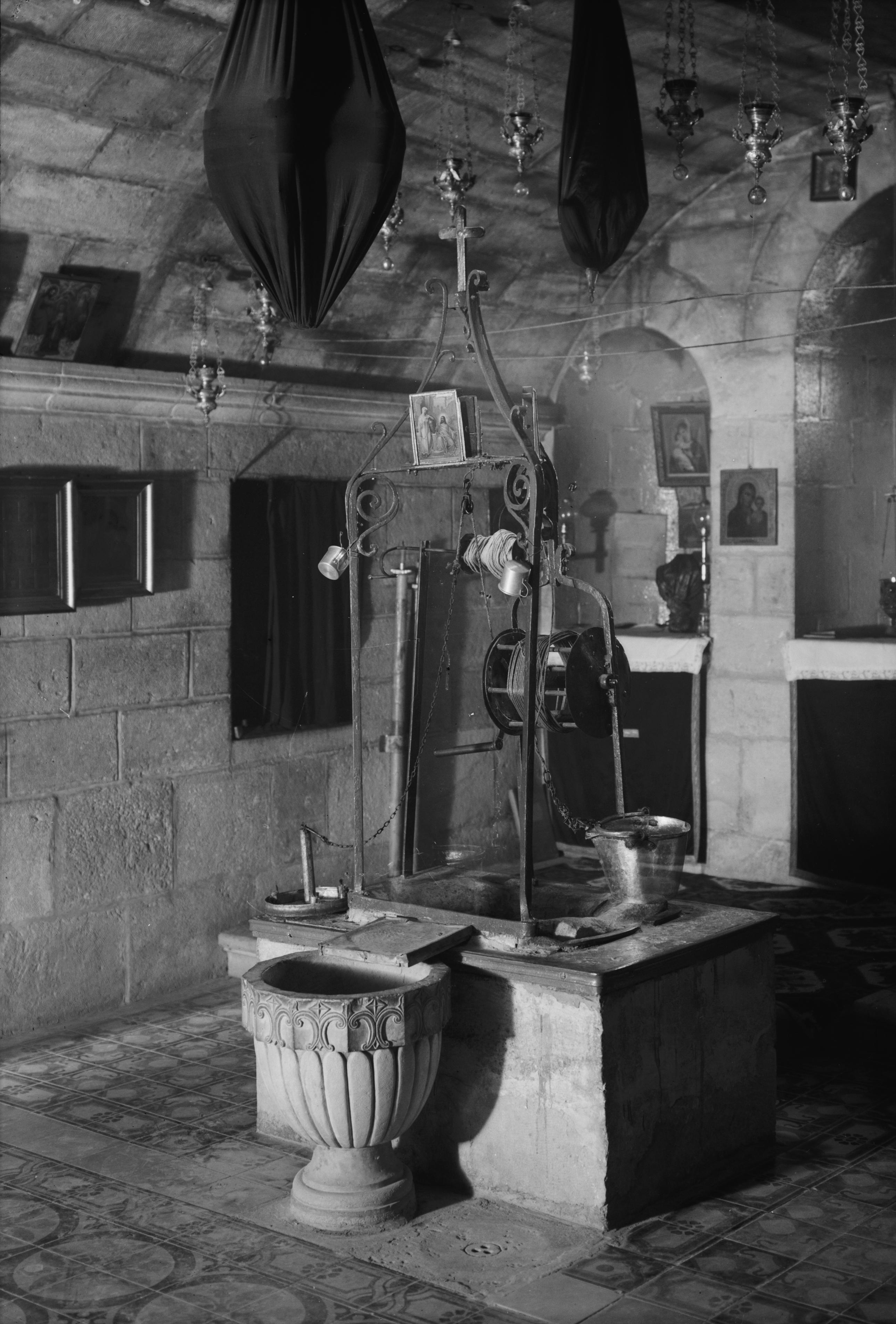
Pozo de Jacob.
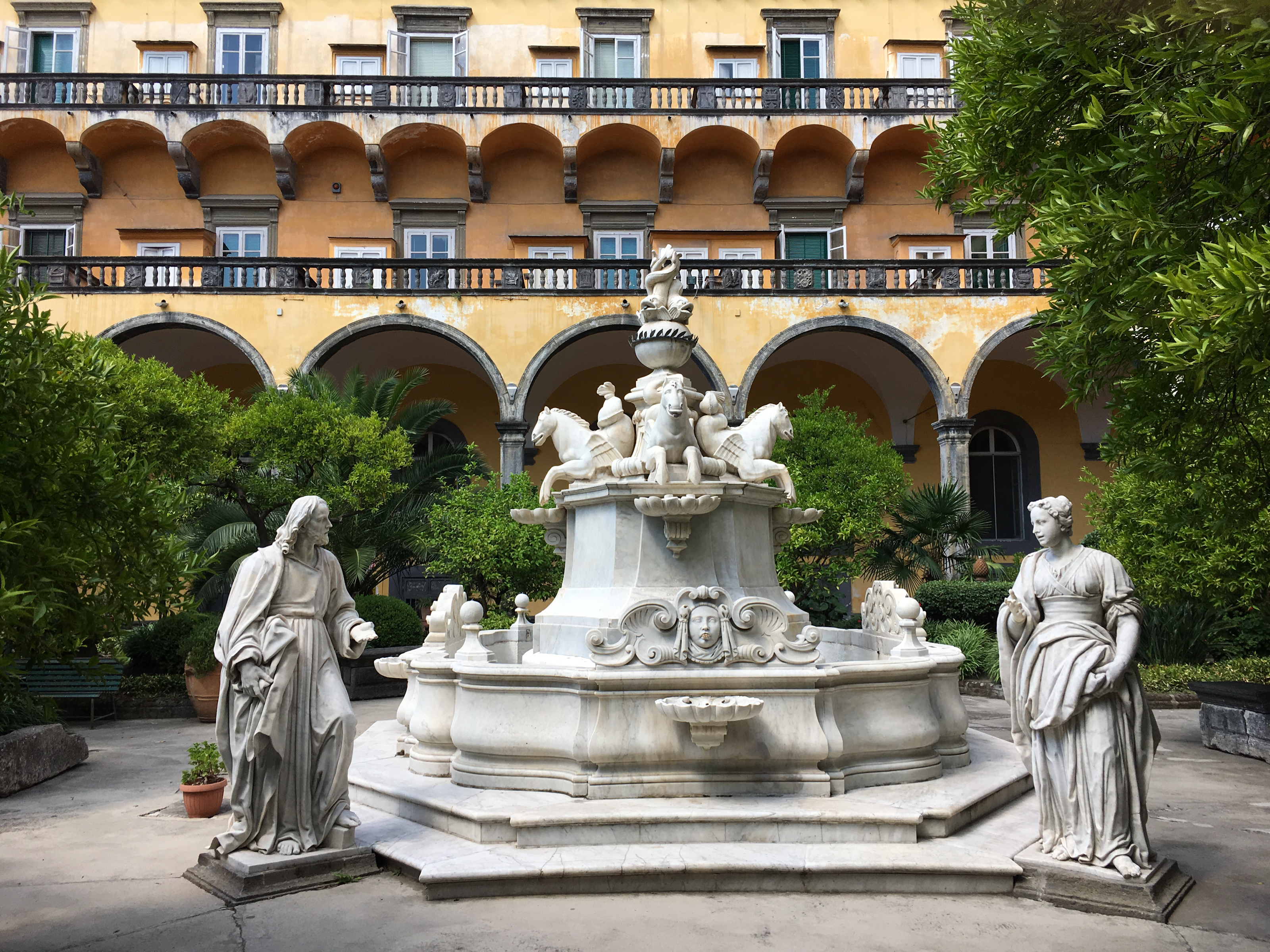
Cristo e la Samaritana al pozzo en Nápoles.
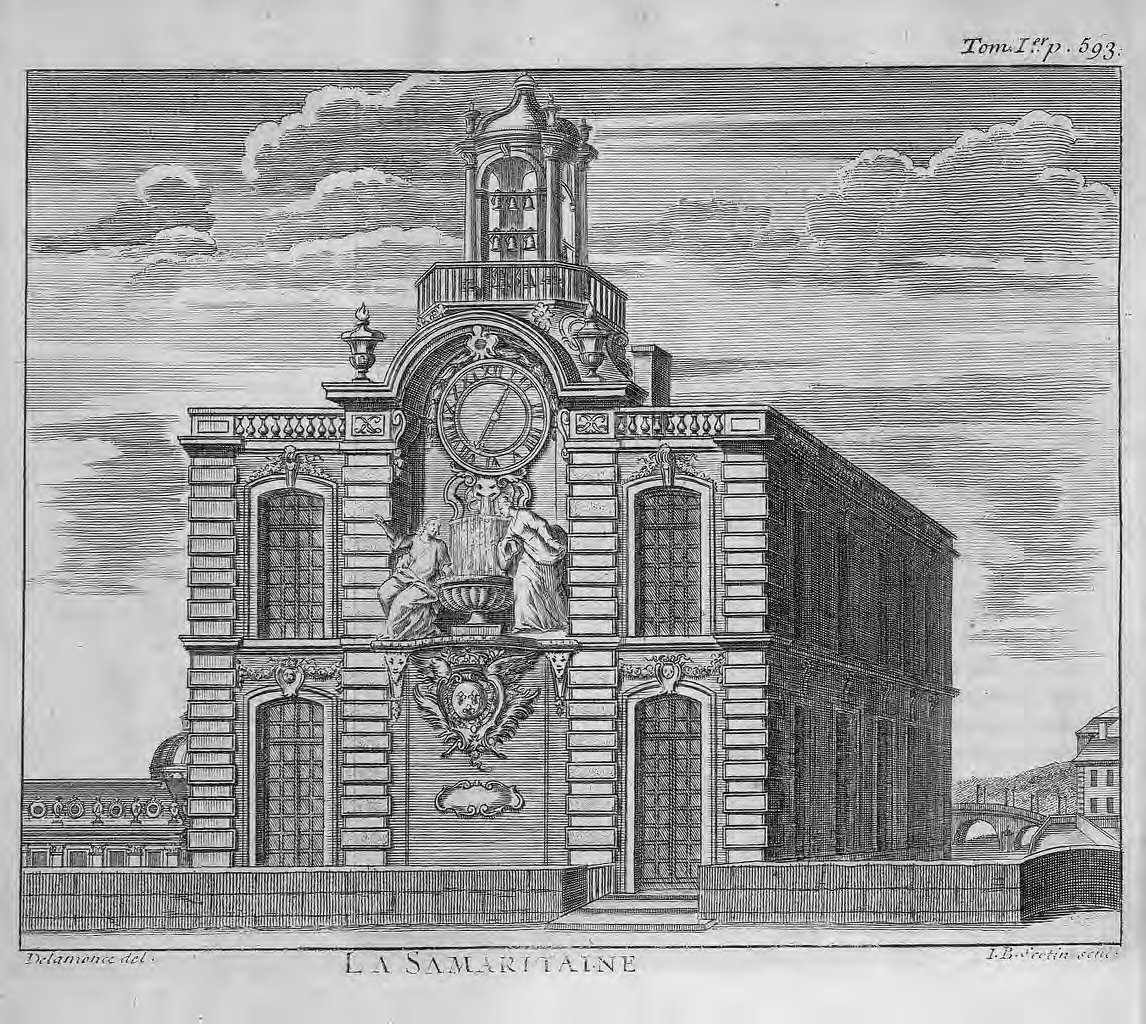
La Samaritaine en París.
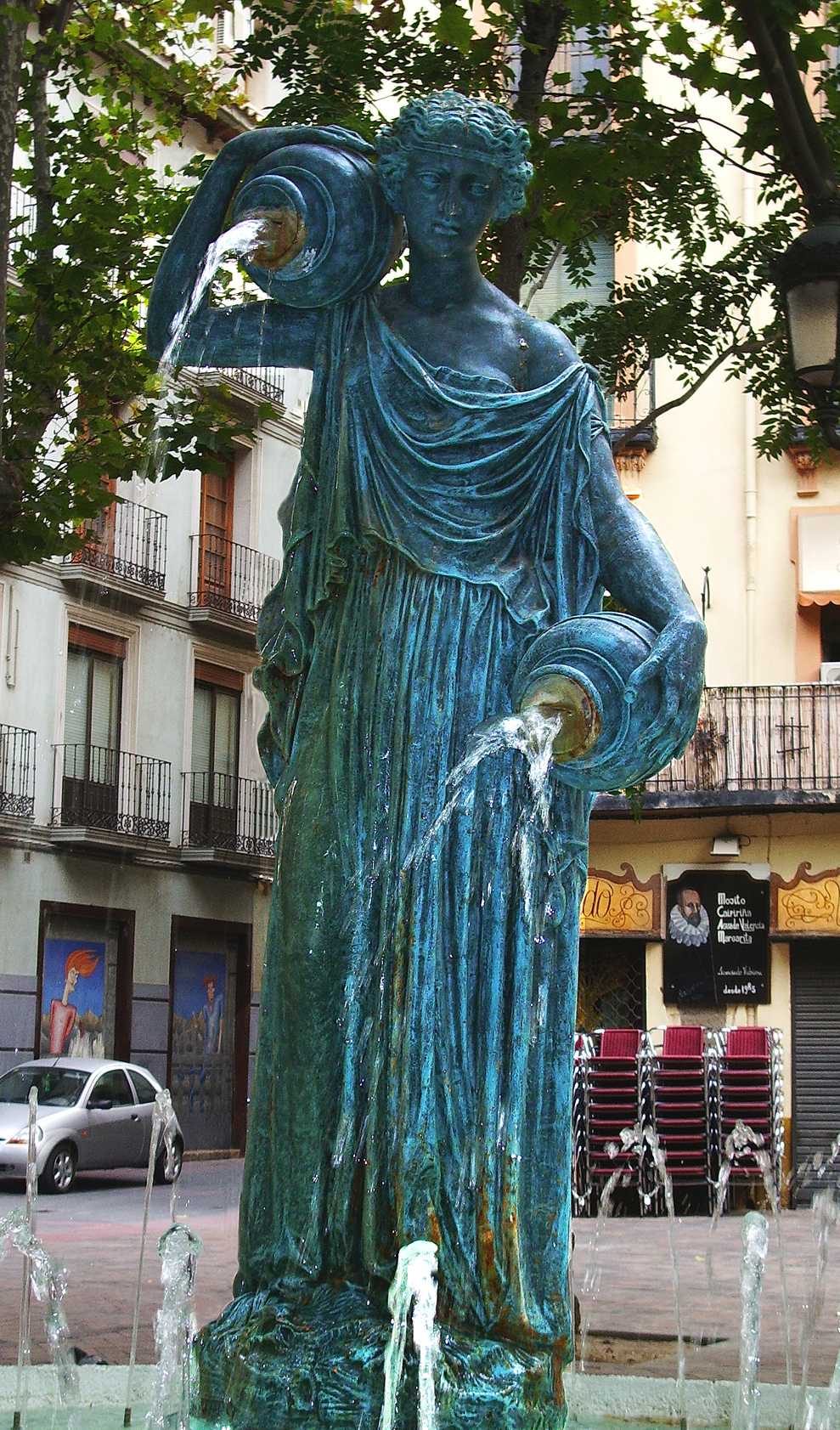
La Samaritana en Zaragoza.

## Iconografía
Como tema iconográfico se suele representar la figura de Cristo sentada y a la mujer samaritana junto al pozo. Es muy antiguo, remontándose al arte paleocristiano y al bizantino (Cátedra de Maximiano).
Arte paleocristiano

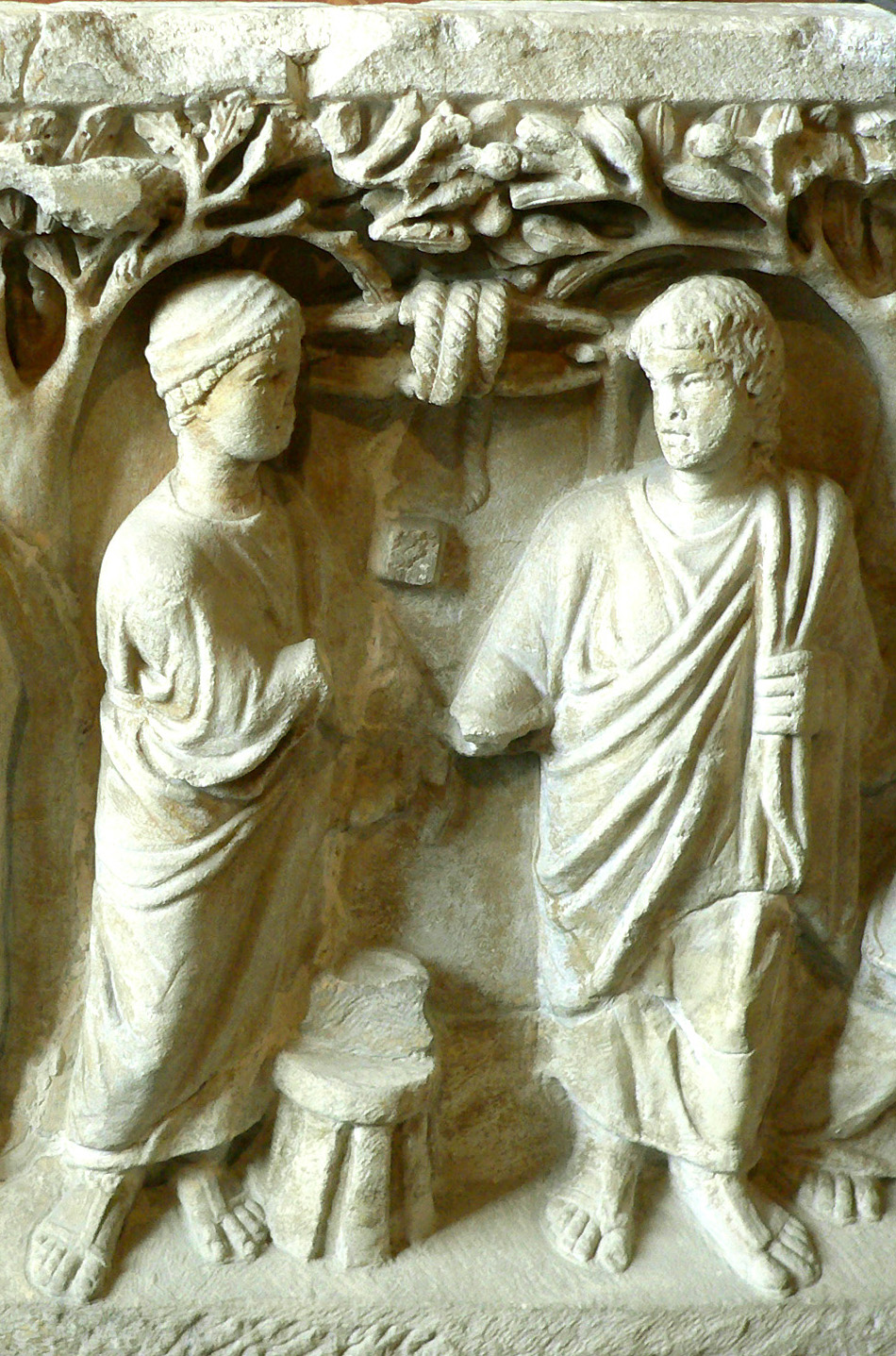
Sarcófago de los árboles, primera mitad del siglo IV.

Arte bizantino

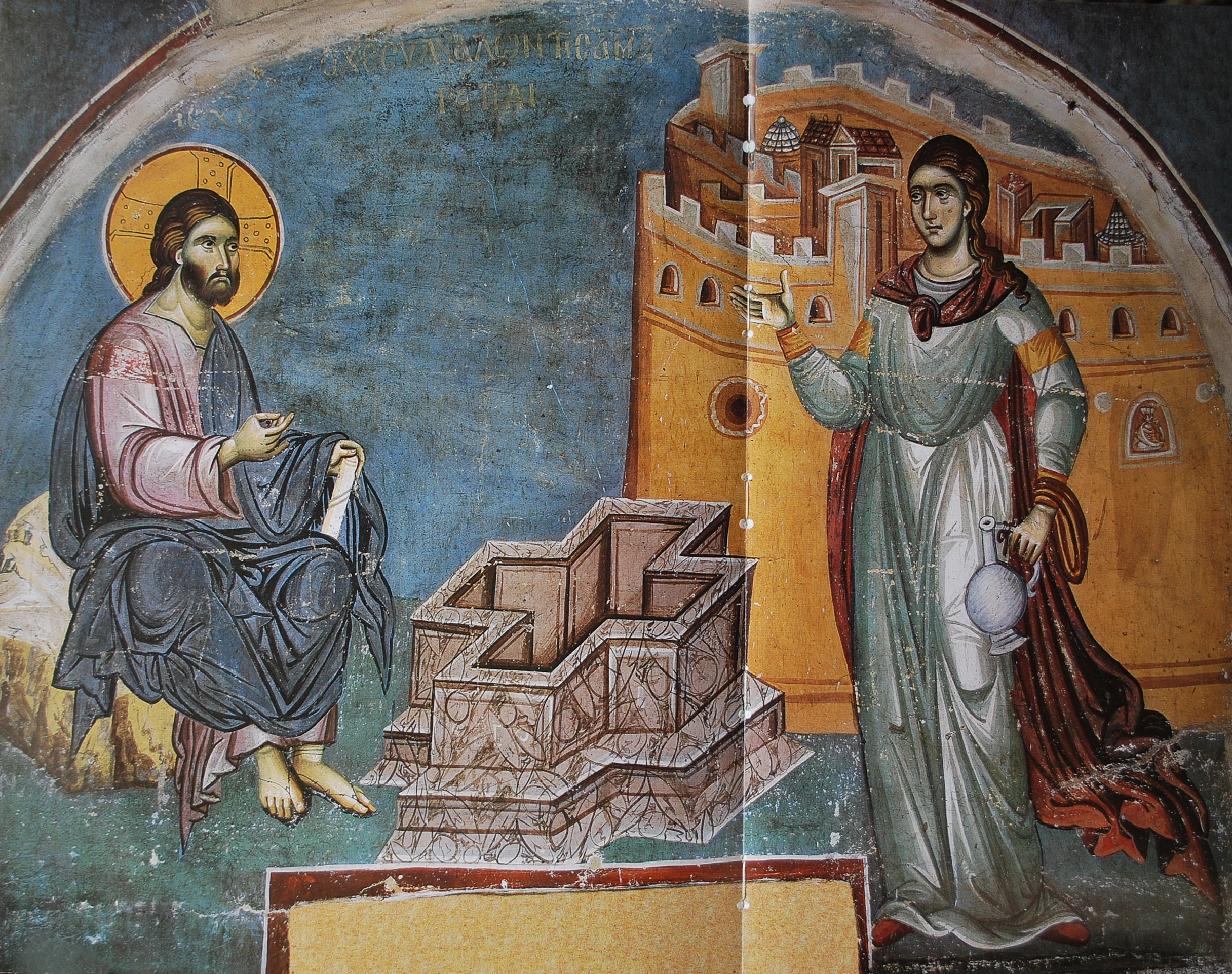
Fresco de Manuel Panselinos en Monte Athos, ca. 1290.
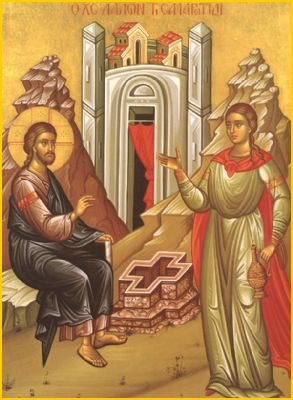
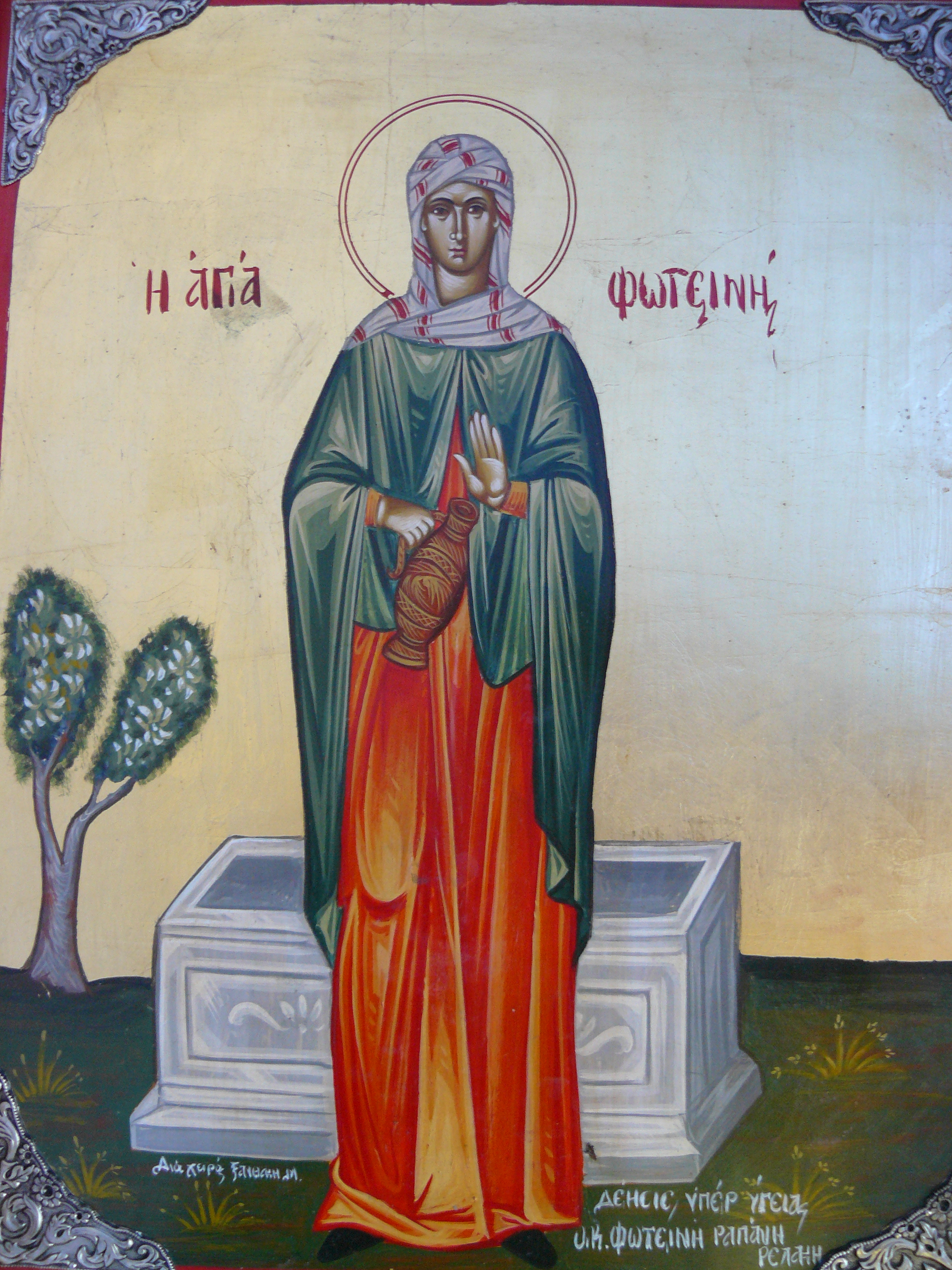
Icono de la iglesia de Agia Fotini, Creta.

Occidente medieval

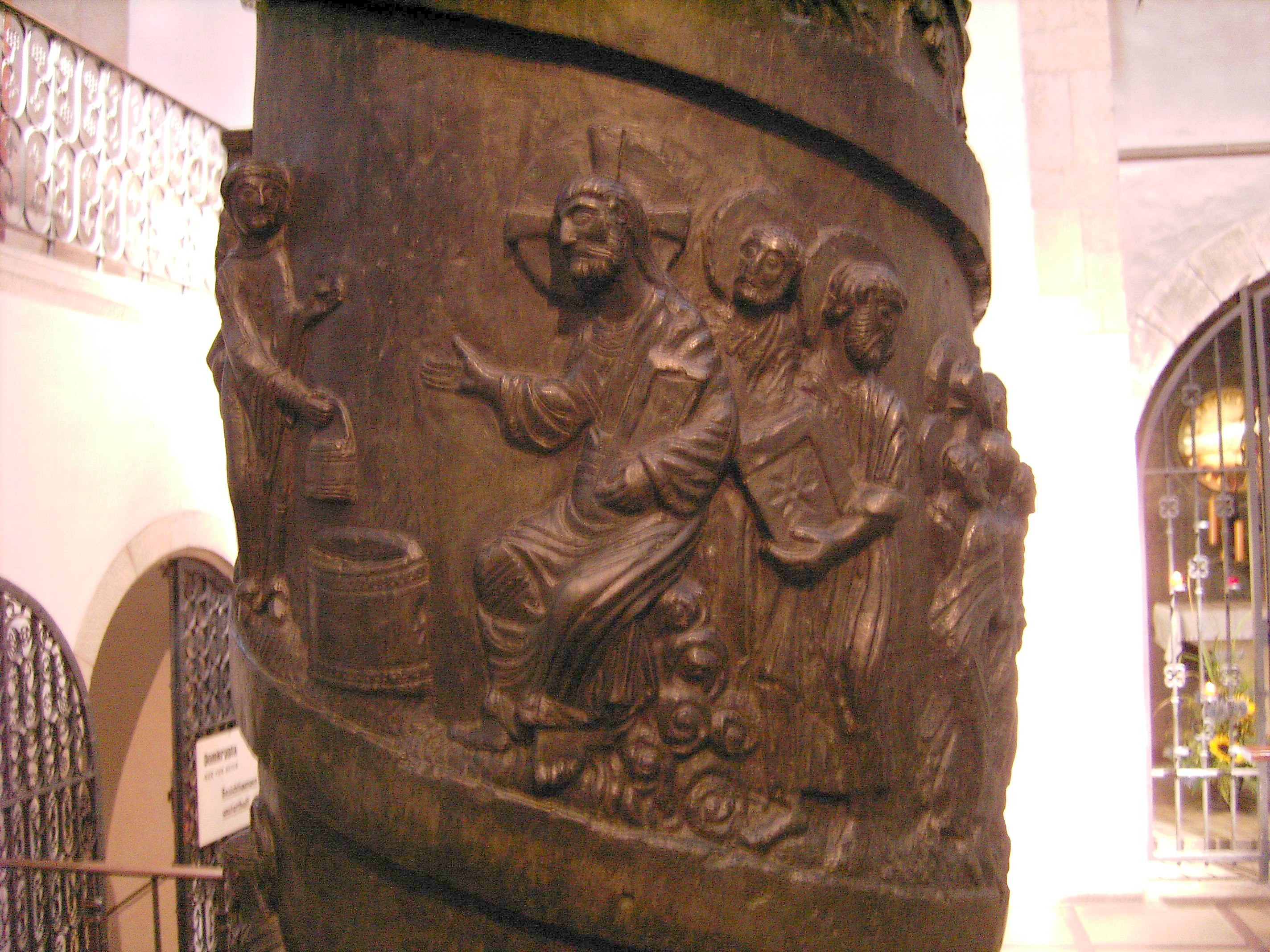
Relieve de una de las columnas de Cristo de Hildesheim, ca. 1000.
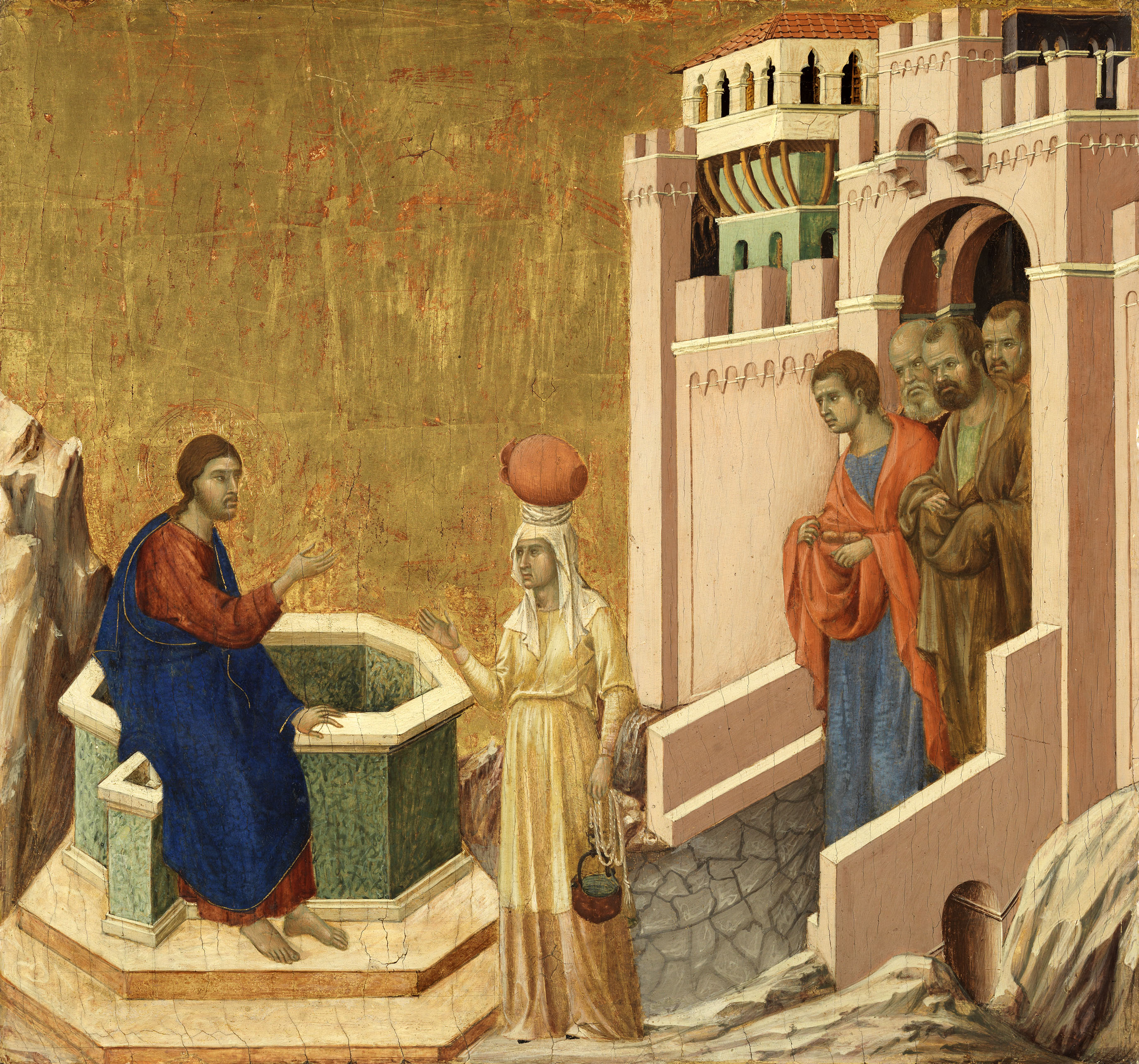
Duccio di Buoninsegna, ca. 1310.
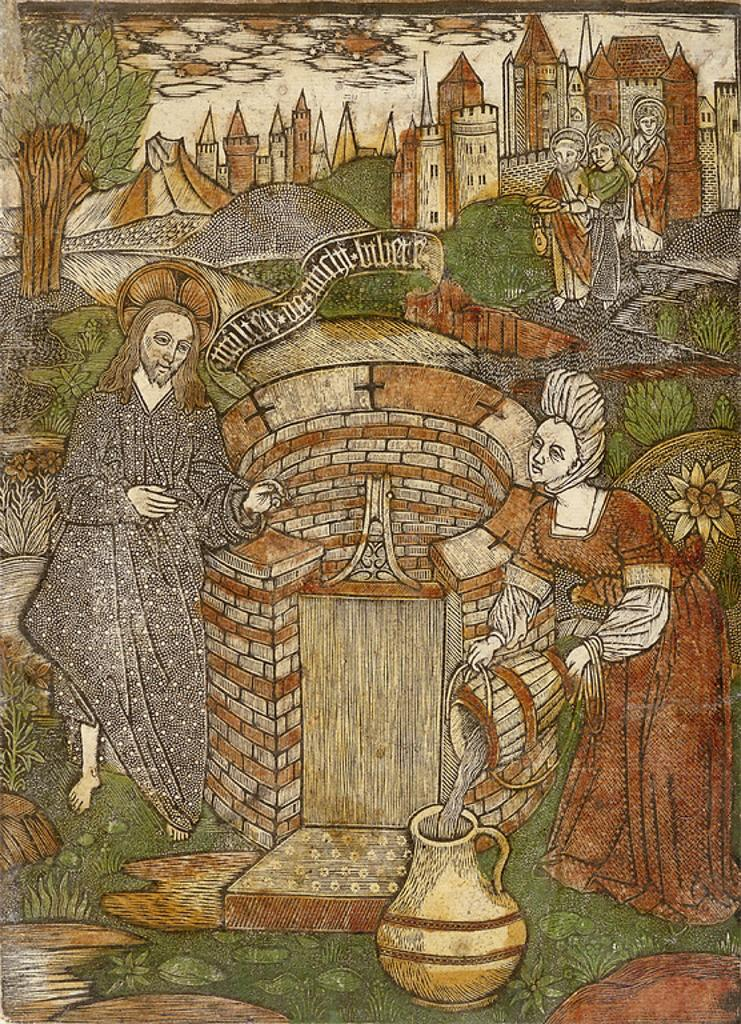
Grabado ca. 1470.

Edad Moderna

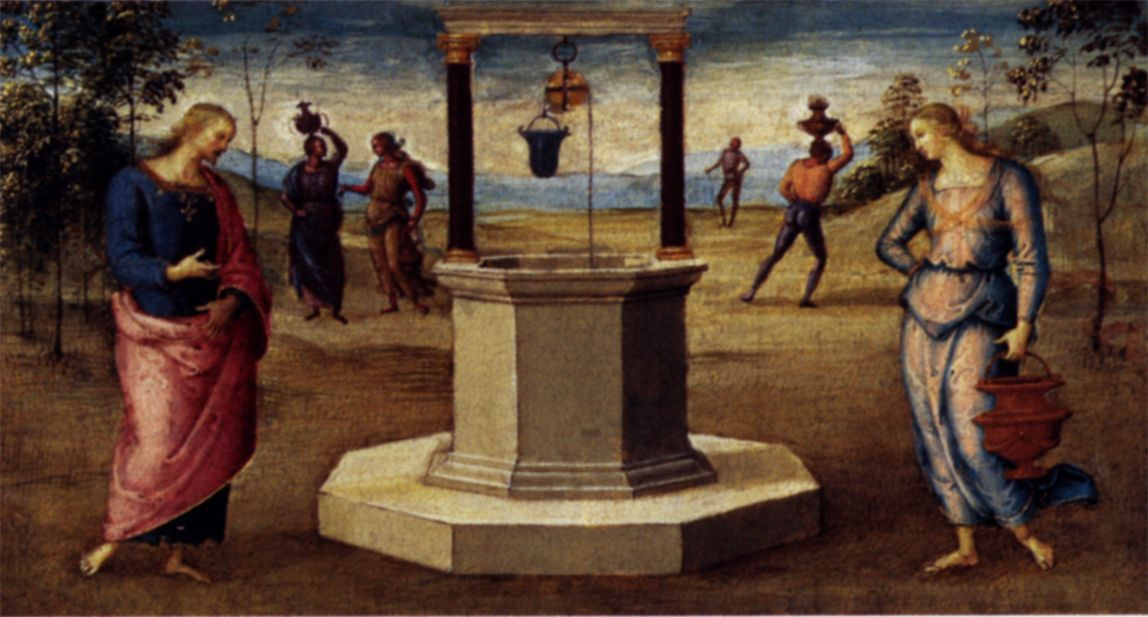
Perugino, 1506.
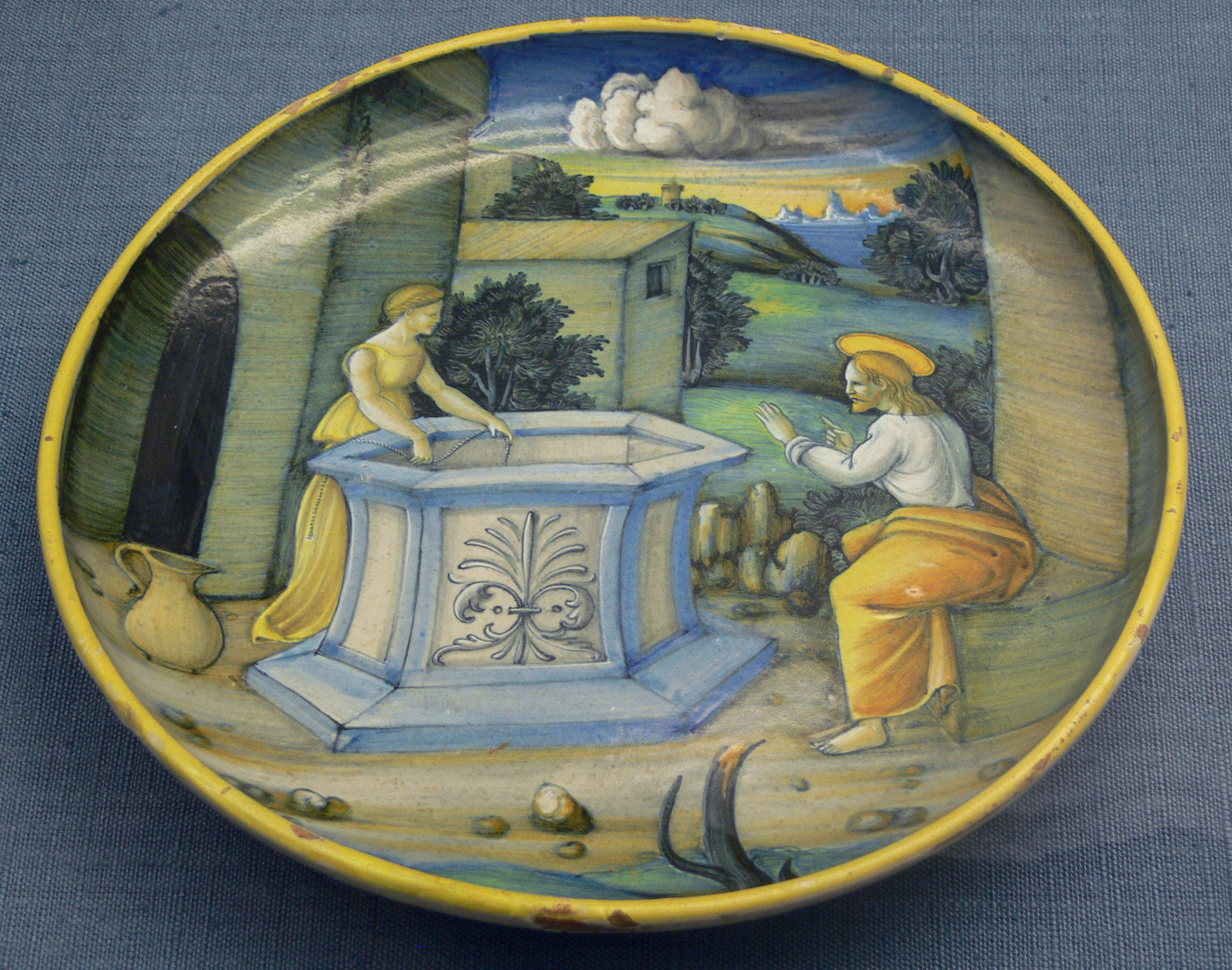
Cerámica de Casteldurante, ca. 1520.
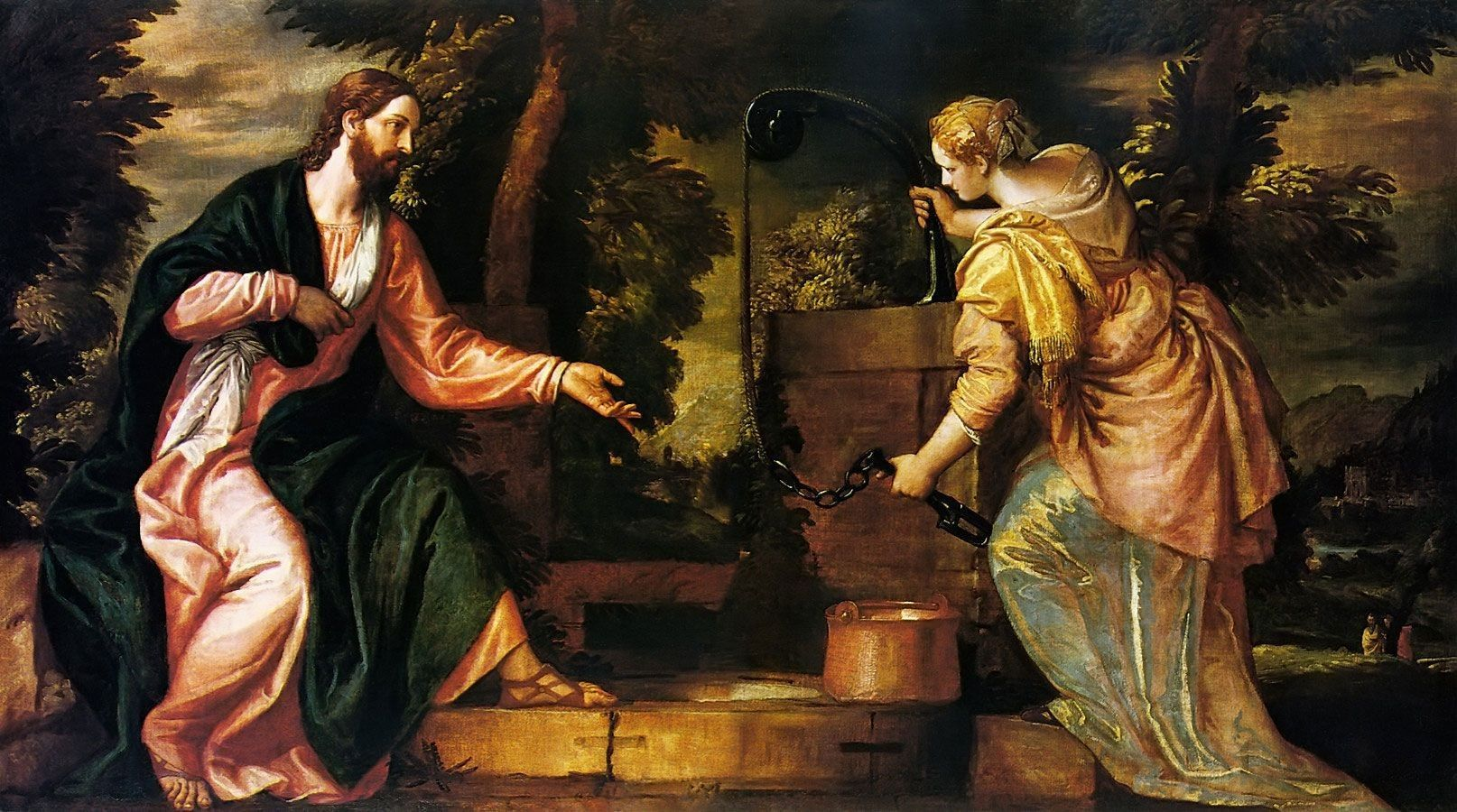
Veronés, 1585.
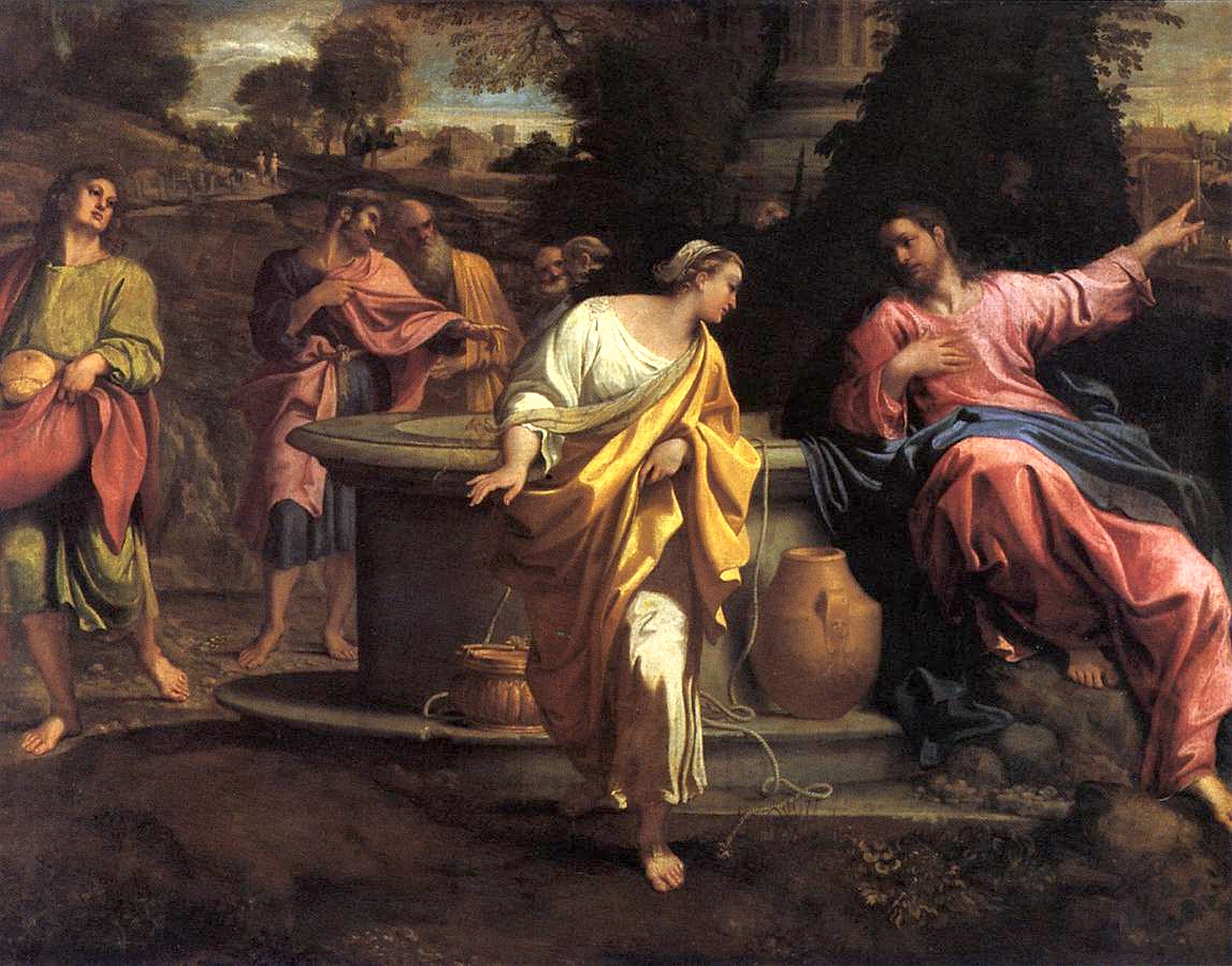
Annibale Carracci.
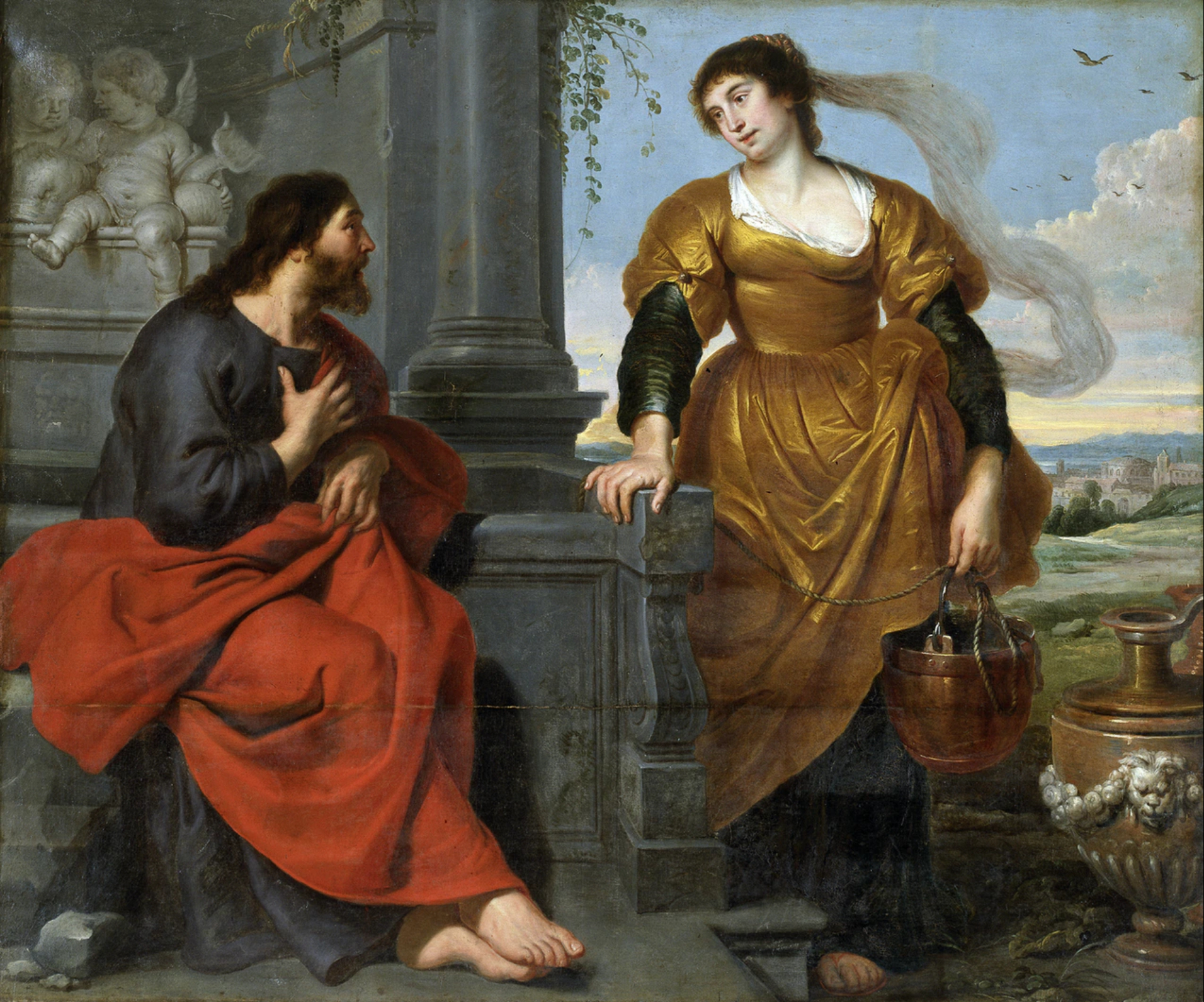
Cornelis de Vos, ca. 1630.
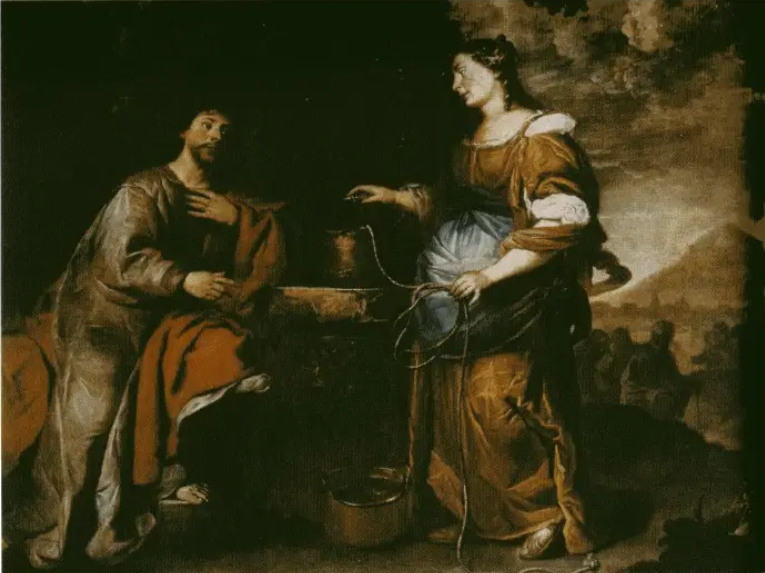
Jan de Herdt, 1650s.
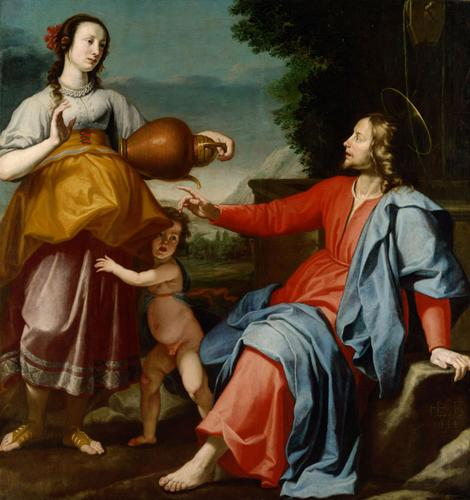
Lorenzo Lippi, 1664.
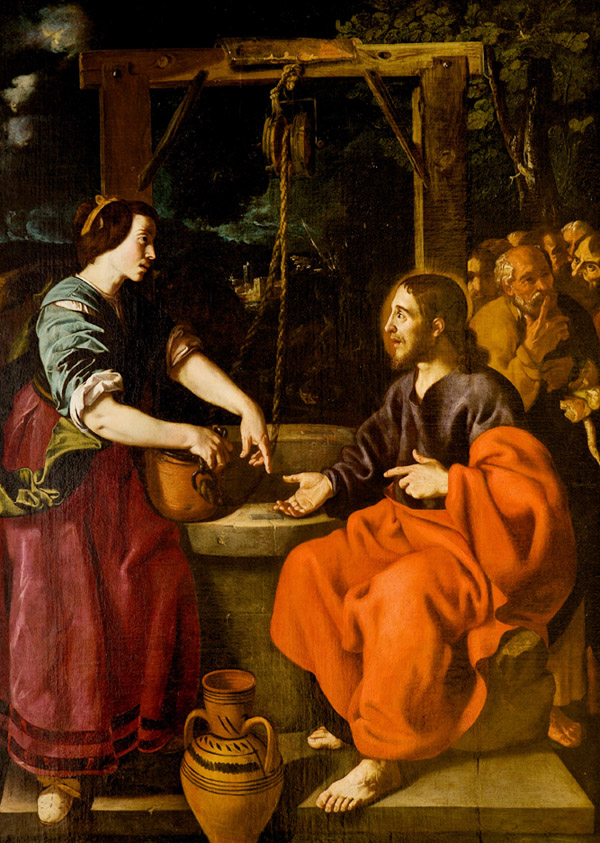
Jacinto de Espinosa, mediados del siglo XVII.

Edad Contemporánea

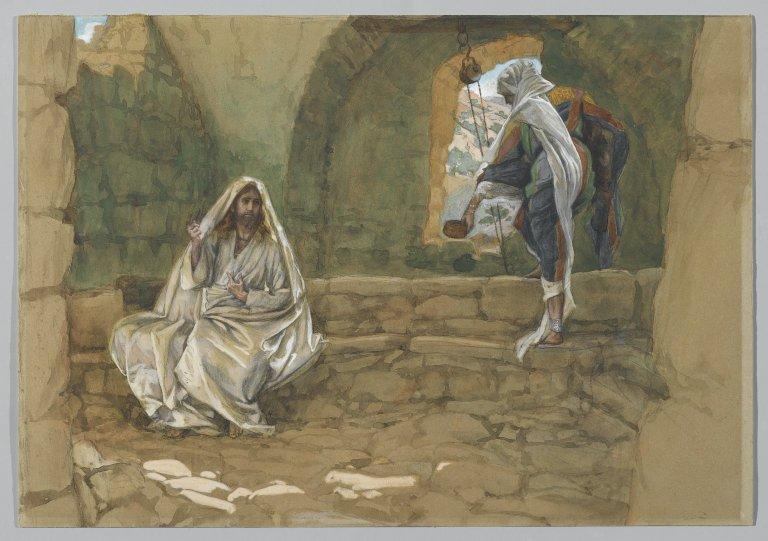
James Tissot.
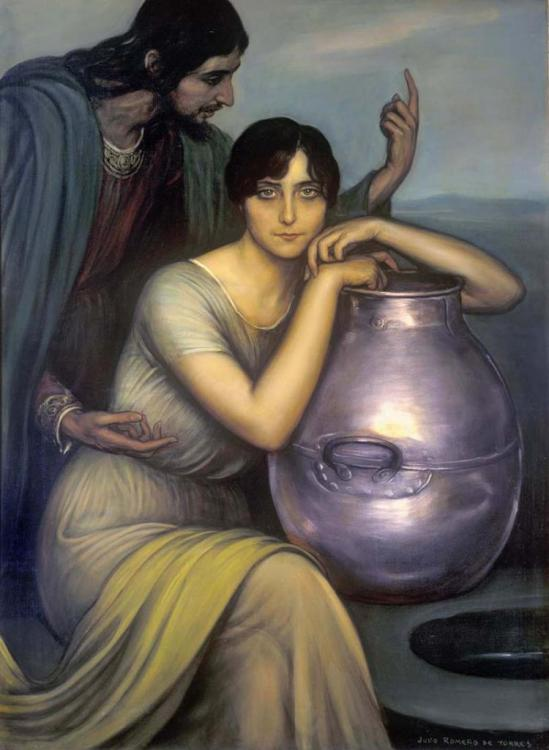
Julio Romero de Torres, 1920.
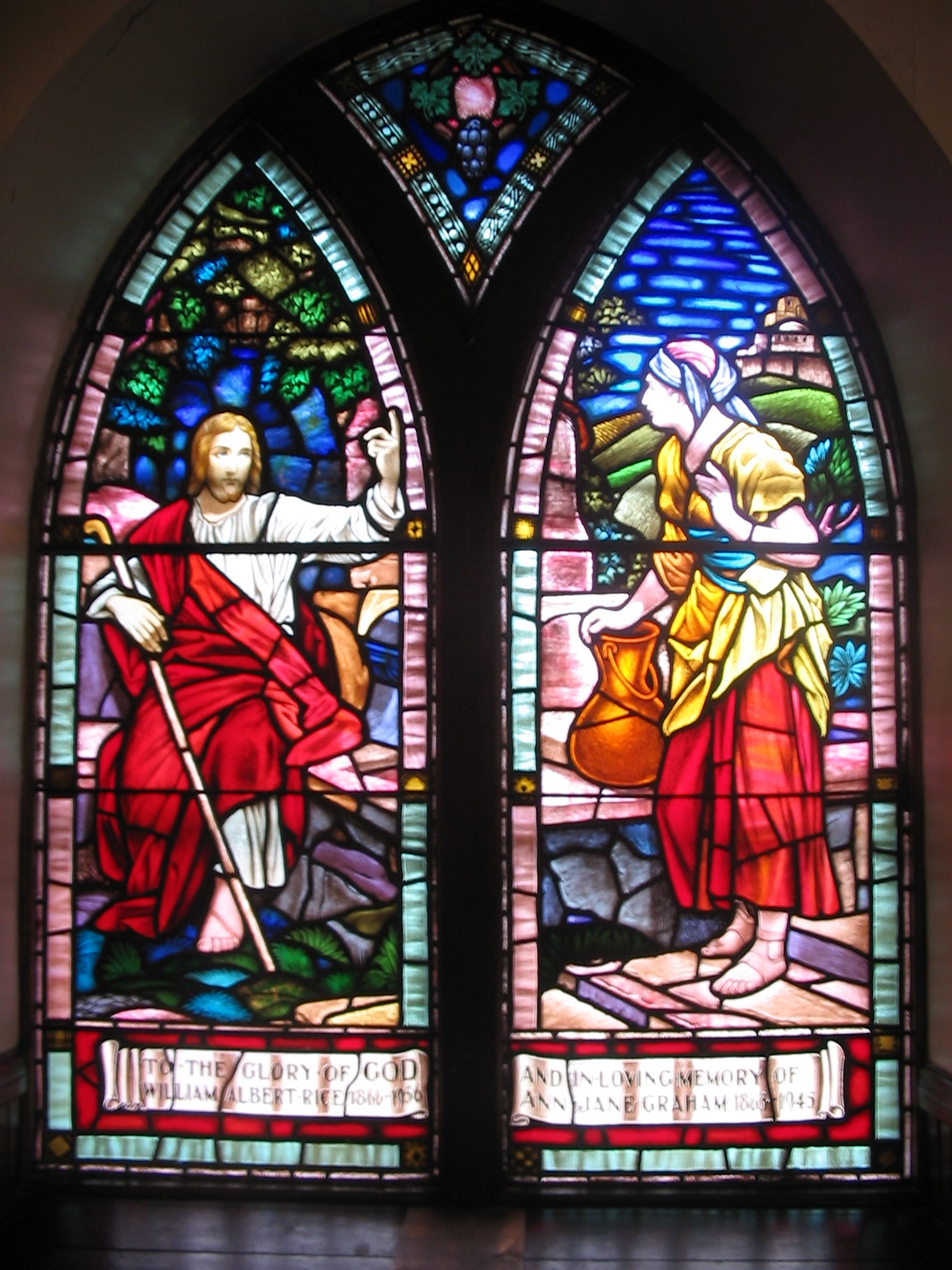
Vidriera en St. Stephen's (Buckingham), 1945.